# Longue Peine
Longue Peine est un téléfilm français réalisé par Christian Bonnet et diffusé le 27 mai 2011 sur France 2.

## Fiche technique
- Réalisateur : Christian Bonnet
- Scénariste : Nicolas Kieffer
- Musique : Chris Henrotte
- Photographie : François Krumenacker
- Montage : Camille Bordes-Resnais
- Sociétés de production : Ciné Mag Bodard, France Télévisions, TV5 Monde
- Durée : 90 minutes
- Genre : drame
- Date de diffusion : 27 mai 2011 sur France 2

## Distribution
- Romane Bohringer : Mireille Hartmann
- Bruno Todeschini : Stéphane Fédorov
- Francis Renaud : Maurice Levoyer
- Micky Sébastian : Gisèle Santini
- Jacques Boudet : Charles Grimaud
- Nicolas Grandhomme : Lieutenant Missika
- Yoann Denaive : Eugène Machart
- Serge Dupuy : Philippe Schmidt
- Christophe Odent : Capitaine Roland
- Mathias Mlekuz : Procureur Dantec
- Pascal Elso : Nicolas Philipon
- Philippe Ambrosini : Francis Chassagne
- Garlan Le Martelot : François Teinturier
- Lannick Gautry : Gilbert Verdier
- Bérangère Nicolle : La secrétaire